# Helen Nissenbaum
Helen Nissenbaum est professeur en sciences de l'information à Cornell Tech (en). Elle est surtout connue pour le concept d'« intégrité contextuelle » et pour ses travaux sur la régulation des communs, la vie privée, la loi sur la vie privée, la confiance et la sécurité dans le monde en ligne.

## Jeunesse et éducation
Nissenbaum étudie les mathématiques et la philosophie à l'Université du Witwatersrand en Afrique du Sud, où elle obtient son diplôme en 1976. Elle poursuit ensuite ses études à l'Université Stanford, où elle obtient une maîtrise en éducation en 1978 et un doctorat en philosophie en 1983.

## Carrière
Nissenbaum a contribué à plusieurs extensions de navigateur pour Firefox et Chrome. Ainsi, TrackMeNot est la première extension qu'elle co-créée en 2006. Celle-ci utilise la notion de confidentialité par obfuscation pour protéger l'utilisateur contre l'identification, la surveillance et le profilage en ligne. AdNauseam, créé en 2009, suit une stratégie similaire pour les publicités en ligne. Nissenbaum travaille également sur Adnostic, qui permet les publicités en ligne ciblées sans toutefois compromettre la confidentialité de l'utilisateur,,.
Nissenbaum a reçu des subventions de la Fondation nationale pour la science, de l'Air Force Office of Scientific Research, de la Fondation Ford, du US Department of Health and Human Services Office of the National Coordinator et de la Defense Advanced Research Projects Agency.

## Prix et distinctions
- Prix Covey 2021 de l'Association internationale d'informatique et de philosophie[8].
- 2019 : Membre émérite du Stanford Institute for Human-Centered Artificial Intelligence[9].
- 2017 : doctorat honorifique de l'Université Leuphana de Lunebourg[10].
- 2014 : Prix Barwise de l'American Philosophical Association[11].